# Humidor
Humidor er et opvaringssted for cigarer. Det er en speciel trækasse eller boks, der indeholder en fugter med eksempelvis propylenglycol og et hygrometer.
En humidor bør holde en fugtighed på 68 – 74 %.

## Materiale

### Træsorter
Humidorer udføres normalt af tre træsorter:
- Spansk cedertræ er det mest populære materiale med følgende positive egenskaber:
  - Beskytter mod insekter] ved cedertræets duft.
  - Kan absorbere en stor mængde fugt, som stabiliserer klimaet i humidoren.
  - Fremskynder cigarernes ældningsproces
  - Positiv påvirkning af cigarernes smag
- Amerikansk rødt cedertræ
- Honduransk mahogni